# Eurocheque

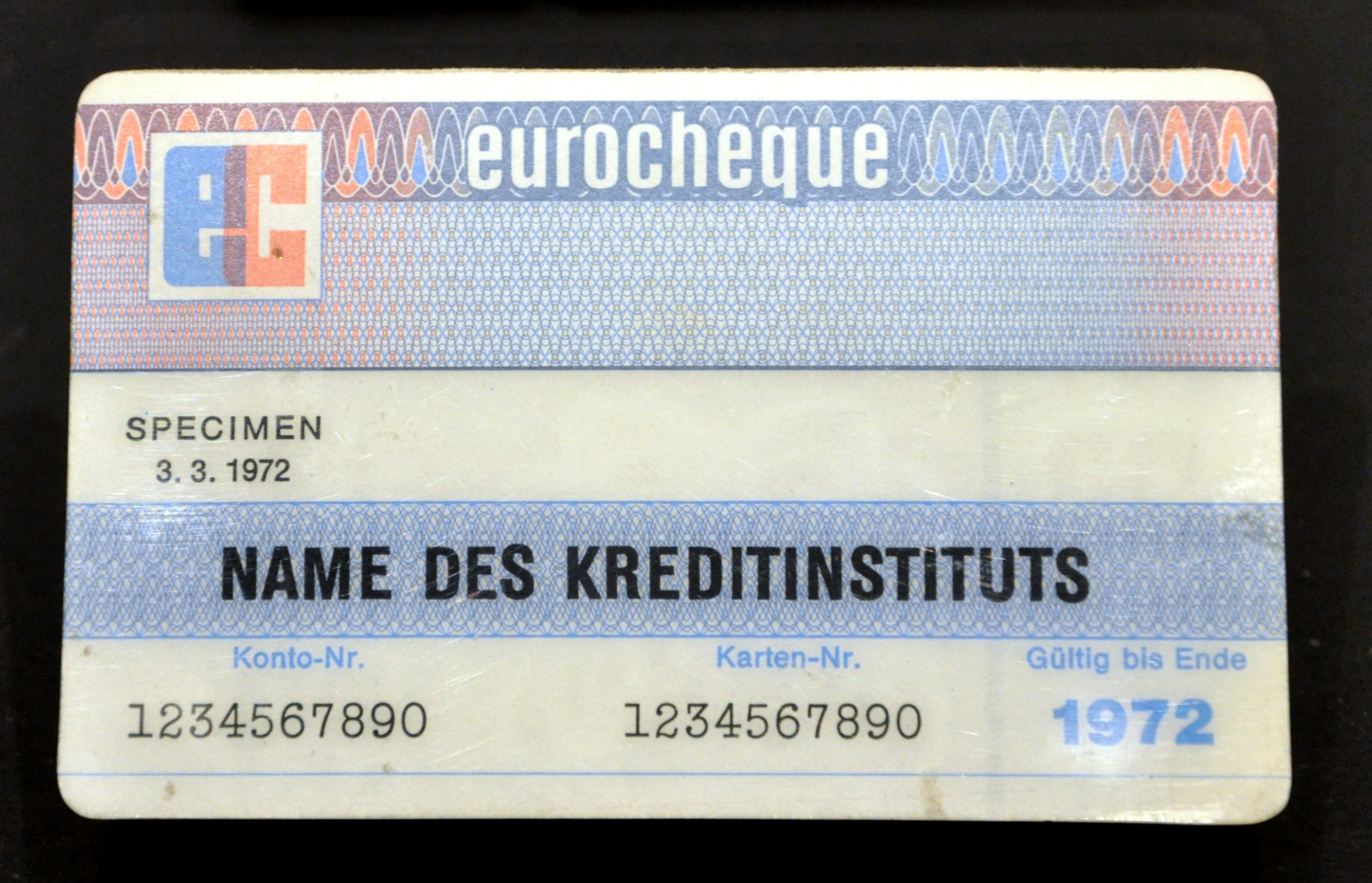
Duitse garantiekaart voor eurocheques, 1972

De Eurocheque was een soort betaalcheque gebruikt in Europa die over de grenzen heen aanvaard werd en die in verscheidene munten kon worden uitgeschreven. In het binnenlandse betalingsverkeer waren deze gegarandeerd tot een bedrag van 300 Nederlandse gulden of 7000 Belgische frank.
Eurocheques werden oorspronkelijk ingevoerd in 1969 als een alternatief voor de travellercheque en voor de internationale betaling van goederen en diensten. Op dat moment waren de cheques geldig in 14 landen: België, Frankrijk, Verenigd Koninkrijk, Nederland, Oostenrijk, Zwitserland en West-Duitsland (die zelf cheques uitgaven), samen met Denemarken, Italië, Ierland, Luxemburg, Noorwegen, Spanje en Zweden (die alleen Eurocheques aanvaardden als betaling). Ook buiten Europa konden Eurocheques worden verzilverd, zoals op de postkantoren in Indonesië.
De uitgifte van Eurocheques is gestopt op 1 januari 2002, tegelijk met de invoering van de chartale euro.